# Clément Couturier
Pour les articles homonymes, voir Couturier.
Clément Couturier, né à Chaumont (Haute-Marne) le 13 septembre 1993, est un footballeur franco-malgache évoluant au poste de milieu de terrain offensif. Il joue aujourd'hui au FC Villefranche.

## Carrière

### Formation
Clément Couturier débute à l'âge de 6 ans à l'AS Sarrey-Montigny-le-Roi, en Haute-Marne. Rapidement, il est repéré par les clubs plus importants de la région et intègre successivement les équipes juniors du Chaumont FC (2007-2009), puis l'AJ Auxerre (2009-2011) et enfin le Dijon FCO (2011-2012).

### Débuts semi-professionnels
Il intègre l'équipe réserve du DFCO, alors en CFA2, lors de la saison 2012-2013 mais n'a pas l'opportunité d'évoluer avec l'équipe fanion. Il quitte le club bourguignon à l'été 2014 et enchaîne les contrats cours dans le nord-est de l'Hexagone.
Clément Couturier se fait connaître grâce avec son club des Herbiers VF, qui a été en finale de Coupe de France en 2018.

### Passage en professionnel
Recruté quelques semaines après sa finale de Coupe de France par le F91 Dudelange (D1 luxembourgeoise), il participe à l'épopée historique de son club en Ligue Europa avec notamment des rencontres au stade Benito-Villamarín et au stade San Siro face au Betis Séville ou au Milan AC.
Il signe au RE Virton, dont le propriétaire n'est autre que l’homme d’affaires luxembourgeois Flavio Becca, également propriétaire du F91 Dudelange. Le club belge de deuxième division pour la saison 2019-2020. Si Virton se maintient sportivement, la perte de la licence professionnelle entraîne la rétrogradation administrative en D3.

## Palmarès
Avec Les Herbiers VF, Clément Couturier fait l'exploit d'atteindre la finale de Coupe de France en 2018, alors que le club est en National mais s'incline face au Paris SG.
Sous les couleurs du F91 Dedelange, il est Champion du Luxembourg en 2019 et vainqueur de la coupe du Luxembourg la même année. Il remporte également la Coupe de la Ligue du Luxembourg en 2018.
Avec le Swift Hesperange, il est de nouveau Champion du Luxembourg en 2023 puis vice-champion l'année suivante. Il est également finaliste de la Coupe du Luxembourg en 2024.